# Bande à Bonnot
Pour les articles homonymes, voir Bande à Bonnot (homonymie) et Bonnot.
La Bande à Bonnot est une organisation criminelle illégaliste française de la Belle Époque, active entre 1911 et 1912. Formée principalement d'anarchistes et de marginaux, cette bande mêlait idéologie politique et criminalité. Elle est notamment célèbre pour avoir introduit des innovations technologiques dans ses activités, comme l'utilisation des automobiles et des armes à feu modernes, donnant ainsi naissance à un nouveau genre de banditisme motorisé.
Sous la direction de Jules Bonnot, la bande a perpétré une série de braquages, de cambriolage et de meurtres, marquant l'imaginaire collectif par leur audace et leur violence. Parmi les événements marquants, on compte l'attaque motorisée de la Rue Ordener, le premier braquage de ce type en France, et les fusillades qui ont suivi. La bande s'inscrit dans le contexte des mouvements anarchistes du début du XXe siècle, exprimant une révolte sociale et politique radicale.
Pourchassés par les forces de l'ordre et traqués, les membres de la Bande à Bonnot ont été progressivement éliminés ou arrêtés dans une série d'opérations violentes, dont les assauts à Choisy-le-Roi et à Nogent-sur-Marne. La mort de Jules Bonnot, tué lors d'un siège en avril 1912, a marqué la fin de cette aventure criminelle.
Bien que leurs activités criminelles aient dominé les gros titres, la Bande à Bonnot a aussi cristallisé un certain romantisme anarchiste, mêlant désespoir et défiance envers une société perçue comme injuste. Leur histoire a inspiré de nombreuses œuvres culturelles, notamment au cinéma et à la télévision, immortalisant cette bande comme un symbole d'insoumission et de violence.

## Composition
Composée d'individus qui s'identifiaient au milieu illégaliste, la bande utilisait des technologies de pointe, dont des automobiles et des fusils à répétition qui n’étaient pas encore disponibles pour la police française.
La bande était composée d'un nombre important d'anarchistes et de criminels.

## Exactions

### Vol avec meurtre du curé et de sa servante à Damprémy (Charleroi)
Au début de 1911, deux faits divers impliquent des anarchistes. Le 27 février, à Damprémy, section de la ville de Charleroi, quatre d’entre eux tuent sauvagement le curé François De Jong (ou De Jonghe), et sa servante. Ils volent 5 000 francs belges. Les auteurs n’ont jamais été identifiés. Mais Garnier est sur place. Bonnot aussi.
Le 7 mars, huit jours plus tard, avec d’autres, Bonnot commet un cambriolage dans le café où Marie Vuillemin travaille comme femme de ménage, boulevard du Nord à Charleroi. Une patrouille de police intervient. Des coups de feu sont tirés. Bonnot quitte la Belgique.

### Bonnot tue son complice Platano et le vole
En novembre 1911, il est à Lyon chez son ami Joseph Sorrentino dit Platano qui connaît quelques membres d’une communauté d’anarchistes, à Romainville, près de Paris, qui pourraient les abriter. Platano et Bonnot partent ensemble. Platano emporte 30 000 francs, une petite fortune. Bonnot le tue en route. À Romainville, il explique que son ami s’est blessé accidentellement en manipulant un revolver et qu’il l’a achevé afin d’abréger ses souffrances. À Romainville, Bonnot va recruter des complices.
Fin novembre 1911. Jules Bonnot est à Paris. Il se rend au siège du journal « L'Anarchie » dirigé par un certain Victor Serge (Kibaltchitch). Bonnot fait la connaissance de sympathisants qui vont devenir membres de sa nouvelle équipe.

### L'attentat de la rue Ordener
Le 14  décembre, Bonnot, Garnier et Callemin volèrent une voiture, une Delaunay-Belleville, qu'ils cachèrent ensuite dans un garage de Bobigny.
Le 21 décembre 1911, Emest Caby, un garçon de recettes qui venait de descendre du tramway, se dirigeait vers la succursale de la Société générale, située au 146, rue Ordener, muni d'une sacoche renfermant une collection de titres d'un montant de 318 772 francs, plus un petit sac contenant 5 266 francs de monnaie. Dans une poche intérieure de ses habits, un portefeuille recélait 20 000 francs en billets et rouleaux d'or[réf. souhaitée].
À ce moment, trois ou quatre individus apparurent. Il s'agit de Jules Bonnot, Octave Garnier, Raymond Callemin et peut-être d'une quatrième personne, non identifié à ce jour,. L'un d'eux se campa devant lui armé d'un revolver et fit feu. Le garçon de recettes, atteint à la poitrine, tomba sur les genoux. Il tenta de résister mais l'inconnu lui tira dans le dos un deuxième coup de revolver et lui arracha la sacoche[réf. souhaitée].
Les agresseurs sautèrent sans attendre dans une automobile qui stationnait à quelques pas et qui démarra immédiatement. Il y eut des passants qui tentèrent de s'opposer à la fuite. Ils essuyèrent des coups de revolver qui n'atteignirent personne. L'auto mystérieuse s’évanouit dans l'inconnu. Ce fut le premier braquage motorisé.
Ernest Caby fut d'abord transporté dans une pharmacie voisine où il reçut les premiers soins puis à l'hôpital Bichat. Deux balles l'avaient atteint, l'une à la base du cou, l'autre au côté droit de la poitrine. Son état apparut extrêmement grave.
Le lendemain, la fameuse auto du crime fut retrouvée, à Dieppe, rue Alexandre-Dumas, dans laquelle on découvrit divers objets : une peau de chèvre marron, une pince-monseigneur, plusieurs bidons vides. La plaque d'immatriculation fut retrouvée dans un jardin ; elle était marquée « 668 X-8 », ce qui permit d'établir rapidement que la voiture appartenait à M. Normand, propriétaire à Boulogne-sur-Seine, et qui avait déposé une plainte pour vol dans la nuit du 13 au 14 décembre, dans son garage.
Mais ces découvertes ne fournissaient pas l'identité des malfaiteurs.
Quelques semaines plus tard, le sieur Chaperon, appariteur de la commune de Bobigny, déclarera au commissaire de police de Pantin qu'une auto semblable à celle de M. Normand avait été garée, dans sa commune, chez un certain Dettweiller. La police s'y rendit et perquisitionna. Elle arrêta Dettwiller et son épouse ainsi qu'une femme qui vivait chez eux avec son amant et sa fille. Le compagnon de cette femme se nommait Édouard Carouy, dit « Le Rouquin », qui était connu comme anarchiste.
Le 24 janvier 1912, le juge d'instruction, M. Gilbert, accompagné de MM. Guichart et Louis François Jouin,, se rendit à l'hôpital Bichat, où le garçon de recettes Ernest Caby commençait à se remettre de ses blessures. On lui montra plusieurs photographies d'individus soupçonnés d'avoir participé à l'attentat. Caby les examina attentivement, et tout à coup, le doigt tendu, il indiqua : « C'est celui-là, C'est celui-là ! ». L'assassin, dont les yeux paraissaient inoubliables au garçon de recettes et qu'il affirmait reconnaître entre cent, c'était Octave Garnier.

### Vol de voiture - Double meurtre à Gand
Le 31 décembre 1911 : Bonnot et sa bande fuient en Belgique où, pour se procurer une voiture, ils tuent le propriétaire et un veilleur de nuit.

### Le crime de Thiais
Le 3 janvier 1912, sont assassinés au marteau et au couteau M. Moreau, un rentier de quatre-vingt-onze ans, habitant 2 rue de l'Église à Thiais, et sa bonne, Mme veuve Arfeux, âgée de soixante-douze années. Ce nouveau crime fut attribué aux mystérieux malfaiteurs que déjà l'on appelait « Les bandits en auto ». Pourtant, il ne portait pas la même marque de fabrique, car le crime apparaissait banal.
La propriété de la victime se composait d'un grand pavillon, d'une cour et d'un jardin. Le pavillon donnait, d'un côté, sur la rue, de l'autre sur la cour et un mur de trois mètres de haut environ entourait le jardin.
Le propriétaire, M. Moreau, était un vieillard alerte, sortant fréquemment de chez lui avec une voiture et un cheval qu'il conduisait. Il était connu de tous dans le pays et l'on savait qu'il gardait chez lui une somme importante faite d'argent sonnant et de titres.
Les deux vieillards, le patron et la bonne, se levaient généralement de bonne heure. Le 3 janvier, une voisine, Mme Brun, surprise de voir que la maison demeurait close et silencieuse, appela, et cogna à la porte avec l'aide d'autres voisins. N'ayant pas de réponse, ils décidèrent, avec l'aide d'un serrurier, de pénétrer à l'intérieur. En même temps on prévenait le commissaire de police de Choisy-le-Roi.
Pour commencer, les autorités firent enfoncer la porte cochère, et l'on entra dans la cour. La porte de derrière du pavillon était grande ouverte. Au rez-de-chaussée régnait un désordre extraordinaire tiroirs ouverts et vidés, chaises renversées, meubles déplacés. Au premier étage, M. Moreau était étendu sur son lit, les bras allongés comme pour se défendre ou repousser l'adversaire, le visage atrocement crispé par la peur. Son corps portait la trace de treize coups d'un instrument tranchant. Dans la seconde pièce, la servante gisait, comme son maître sur son lit mais elle avait été assommée, ligotée, et, enfin étranglée.
L'enquête, menée rapidement, apporta quelques détails. D'abord, on releva les empreintes digitales des assassins puis, dans le jardin, des traces de pas conduisant au pavillon et des traces d'escalade. On put établir que les malfaiteurs portaient des espadrilles, qu'ils avaient franchi le mur, traversé le jardin, et qu'ils étaient entrés, sans peine dans le pavillon par la porte donnant sur la cour.
Après avoir tué les deux vieillards, ils avaient fouillé les meubles, et enlevé, dans un secrétaire à peu près vingt mille francs de titres et une certaine somme de pièces d'or de quarante, cinquante et cent francs.
Le crime avait été commis vers les quatre heures du matin. Le médecin constata que le vieillard avait reçu des coups de marteau et des coups de couteau. La servante portait des traces de coups à la figure, elle avait, de plus, le nez cassé. Mais, en dehors de ces constatations faciles, rien.
Cependant, les soupçons se portèrent sur un certain Boniface Grau, cordonnier et voisin de la victime, qui aurait tenu des propos menaçants dans les cabarets du pays. Le pauvre diable l'échappa belle, mais, comme le disait l'acte d'accusation « les propos de Grau n'ont pas paru assez précis pour être retenus. » La piste du cordonnier fut donc abandonnée.
Le crime fut finalement imputer à Édouard Carouy et Marius Metge.

### Le drame de la rue du Havre: Meurtre d'un agent de police
Le 27 février 1912, vers les sept heures du soir, à un moment où la circulation atteint le maximum de densité dans le quartier de la gare Saint-Lazare, une belle voiture automobile descendait la rue d'Amsterdam à une allure extrêmement rapide. Parvenue près de la gare elle manqua heurter un autobus, puis quelques mètres plus loin, elle renversa une femme. Au carrefour des rues d'Amsterdam, Saint-Lazare et du Havre un agent de police, du nom de Garnier, qui veillait en cet endroit, donna aussitôt un coup de sifflet, pour prévenir le conducteur de s'arrêter. Ce dernier n'en continua pas moins sa route, et il allait même échapper à l'agent lorsque, l'autobus Montmartre-Saint-Germain-des-Prés qui venait en sens inverse, le bloqua rue du Havre et l'obligea à freiner brusquement, calant net le moteur. Alors, l'agent de police Garnier s'avança et se mit en demeure de houspiller le conducteur, qui ne répliqua pas. Ses compagnons, dont l'un se tenait à ses côtés, l'autre en arrière, demeuraient silencieux. L'agent prit son calepin et leur déclara qu'il allait dresser un procès-verbal. Le chauffeur, sans un mot, descendit de son siège, tourna la manivelle et remonta dans la voiture qui s'avança tout doucement, d'abord, puis augmenta subitement de vitesse. L'agent Garnier comprit qu'on allait lui brûler la politesse. Il bondit sur le marchepied, et ce fut le drame : trois lueurs, soudain, jaillirent de la voiture, trois détonations retentirent, sèchement. L'agent lâcha la voiture, battit des bras, roula sur la chaussée. Par un extraordinaire hasard, la rue du Havre se trouvait libre. La voiture se précipita, traversa le boulevard Haussmann, et partit à une allure vertigineuse, dans la direction de la Madeleine, puis, elle se jeta vers la place de la Concorde. On essaya vainement de l'arrêter, on la poursuivit sans succès et l'auto mystérieuse et les bandits s'étaient évanouis au loin.
L'agent Garnier, atteint de trois balles, avait le poumon gauche et le cœur perforés. Il ne tarda pas à succomber.
Le lendemain, on apprit que l'auto du crime appartenait en réalité à un M. Buisson, négociant à Saint-Mandé. On avait fracturé la porte de son garage pour le cambrioler. Puis, de Saint-Mandé, après une randonnée vers Montereau et Villeneuve-la-Guyard, la voiture s'était arrêtée à Pont-sur-Yonne puis à Villeneuve-sur-Yonne. Ils regagnèrent Paris en repassant par Montereau.
À Pont-sur-Yonne, comme à Montereau, des curieux avaient eu le temps de les examiner. Ainsi, l'enquête établit rapidement, qu'il s'agissait, cette fois encore, des bandits de la rue Ordener, agresseurs du garçon de recettes Emest Caby. Les noms d'Octave Garnier, de Jules Bonnot et de Raymond Callemin furent sur toutes les feuilles. Bonnot était au volant quand Garnier, assis à ses côtés tira les trois coups de revolver. Callemin se trouvait derrière dans la voiture. Octave Garnier, d'ailleurs, écrivit quelque temps après au juge d'instruction, que c'était bien lui qui avait tiré.

### Le cambriolage de Pontoise
Le 29 février 1912, c'est-à-dire la nuit qui suivit le drame de la rue du Havre, les bandits entrèrent dans Pontoise. Il était à peu près trois heures du matin, lorsque l'auto stoppa place de l'Hôtel-de-Ville, devant l'étude de Me Tintant, notaire. Alors trois hommes descendirent de la voiture et tentèrent, avec une fausse clé, d'ouvrir la porte d'entrée de l'étude. Ne pouvant y parvenir, ils firent le tour par la rue Lemercier, escaladèrent un mur, se jetèrent dans une petite cour où, à l'aide d'une pince, ils se mirent en devoir de forcer la porte de derrière l'étude. Après avoir pénétré dans la maison, ils avaient déplacé le coffre-fort, lorsqu'une intervention inattendue se produisit qui les dérangea fort désagréablement. Un voisin, M. Coquerel, garçon boulanger, qui passait sous les fenêtres de l'étude s'entendit interpeller. C'était le notaire, Me Tintant qui, alarmé par le bruit, s'était armé d'un revolver et ouvrait sa fenêtre, cherchant du secours. Ce dernier poussa la porte qui céda. Aussitôt, deux coups de revolver retentirent de l'intérieur. Épouvanté, Coquerel s'aplatit contre le mur et il vit s'enfuir trois individus dont l'un se posta sur la place, en face de l'étude. Les deux autres regagnèrent l'automobile. Il y eut alors une rapide fusillade. Les trois hommes tirèrent sur Coquerel et le notaire, qui riposta de sa fenêtre. Une balle effleura l'oreille de ce dernier et brisa l'armoire, derrière lui, dans la chambre. Enfin, l'homme qui se tenait, menaçant, sur la place, ayant rejoint ses compagnons, la voiture démarra. Le coup était raté.
La voiture fut retrouvée le matin, vers les huit heures, à Saint-Ouen. On constata que les bandits avaient essayé de la brûler. On reconnut, néanmoins que c'était bien celle qui avait été volée à M. Buisson à Saint-Mandé, et qui avait été vue à Montereau, à Pont-sur-Yonne et qui avait occasionné la mort de l'agent Garnier, rue du Havre.

### L'attaque de Chantilly
Le 25 mars 1912, vers les huit heures du matin, une automobile appartenant à M. de Rougé, conduite par le chauffeur Mathillé, se dirigeait sur la route de Paris à Nice où l'attendait le propriétaire. À côté du chauffeur était assis un employé, M. Cerisols, qui achevait, à Paris, son apprentissage de chauffeur. La voiture venait d'entrer dans la forêt de Sénart, après avoir dépassé Montgeron. Soudain, trois individus, plantés sur la route, s'avancèrent vers la voiture, l'un d'eux faisant signe avec son mouchoir, d'arrêter. Le chauffeur ralentît sa marche, aussitôt les trois hommes bondirent sur l'auto, ils tirèrent des coups de revolver sur Mathillé, qui tomba, mortellement blessé, atteint de deux balles dont l'une avait traversé le poumon gauche, et l'autre la poitrine côté droit. Cerisols avait reçu trois blessures qui ne touchèrent que les mains. Trois autres individus attendaient le passage de l'auto. Les six hommes, regroupés, firent faire demi-tour à la voiture. Quatre d'entre eux montèrent à l'intérieur et les deux autres s'installèrent sur le siège. Et l'auto partit dans la direction de Villeneuve-Saint-Georges.
Vers les dix heures du matin, elle stoppa à Chantilly, sur la place de l'hospice de Condé, devant les bureaux de l'agence de la Société générale.
Quatre des voyageurs sautèrent à terre, puis, sans perdre une seconde, ils bondirent dans les bureaux, revolver au poing. Cela dura à peine trente secondes. Les trois employés présents furent criblés de balles. Ils s'appelaient Roger Guilbert, aide-comptable, âgé de seize ans, Raymond Legendre, dix-sept ans et Joseph Trinquet, comptable, trente-cinq ans. Le caissier, Trinquet, atteint d'une balle à l'épaule droite, tomba évanoui. Raymond Legendre fut tué net, d'une balle au cœur. Guilbert, blessé à l'épaule, s'écroula à terre. Il y avait un quatrième employé, M. Combe, qui, entrant dans le bureau en pleine tragédie, s'empressa de prendre la fuite. Dans la rue, l'un des agresseurs tira sur lui sans l'atteindre.
Au dehors les coups de feu avaient attiré la foule. Alors, un des hommes qui étaient demeurés au volant, s'empara d'une carabine et se mit en devoir de faire feu sur les curieux qui reculèrent.
À l'intérieur, l'un des agresseurs se précipita sur la caisse qu'il déroba puis, il vida le coffre-fort. Après quoi, les quatre hommes regagnèrent la voiture sous la protection de leur complice qui jouait de la carabine et qui sauta sur le marchepied alors que l'auto était déjà en marche.
La voiture, à une allure folle, s'engagea dans l'avenue de la Gare, elle tourna sur la route de Lamorlaye et disparut.
Elle est retrouvée, le même jour vers les onze heures et demie, à Asnières, avenue de Paris, à proximité de la gare, par trois agents cyclistes.
Dans la voiture abandonnée à Asnières, on recueillit divers objets, des papiers et des clés appartenant à la Société générale de Chantilly, quinze cartouches de browning. Puis, plus loin, sur les quais de Courbevoie, on ramassa le pardessus de M. Cerisols dans lequel était enveloppée une carabine Winchester.
Les jours suivants on apprit que le produit du vol avait atteint la somme de quarante-sept mille cinq cent cinquante-cinq francs en billets de banque, ce qui, partagé entre les six complices, était loin de donner la fortune à chacun d'eux.

L'attaque de la succursale de la Société générale à Chantilly
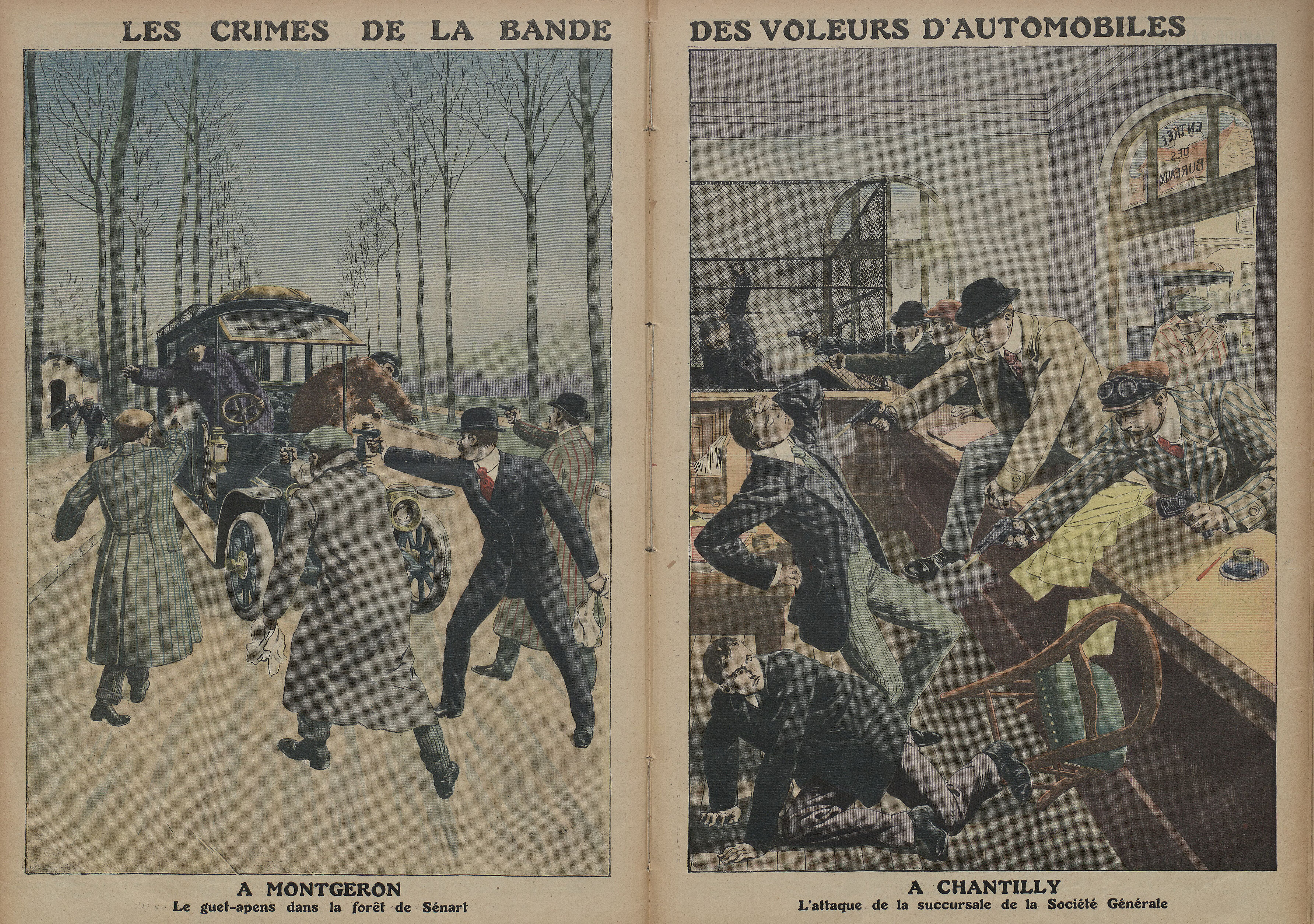
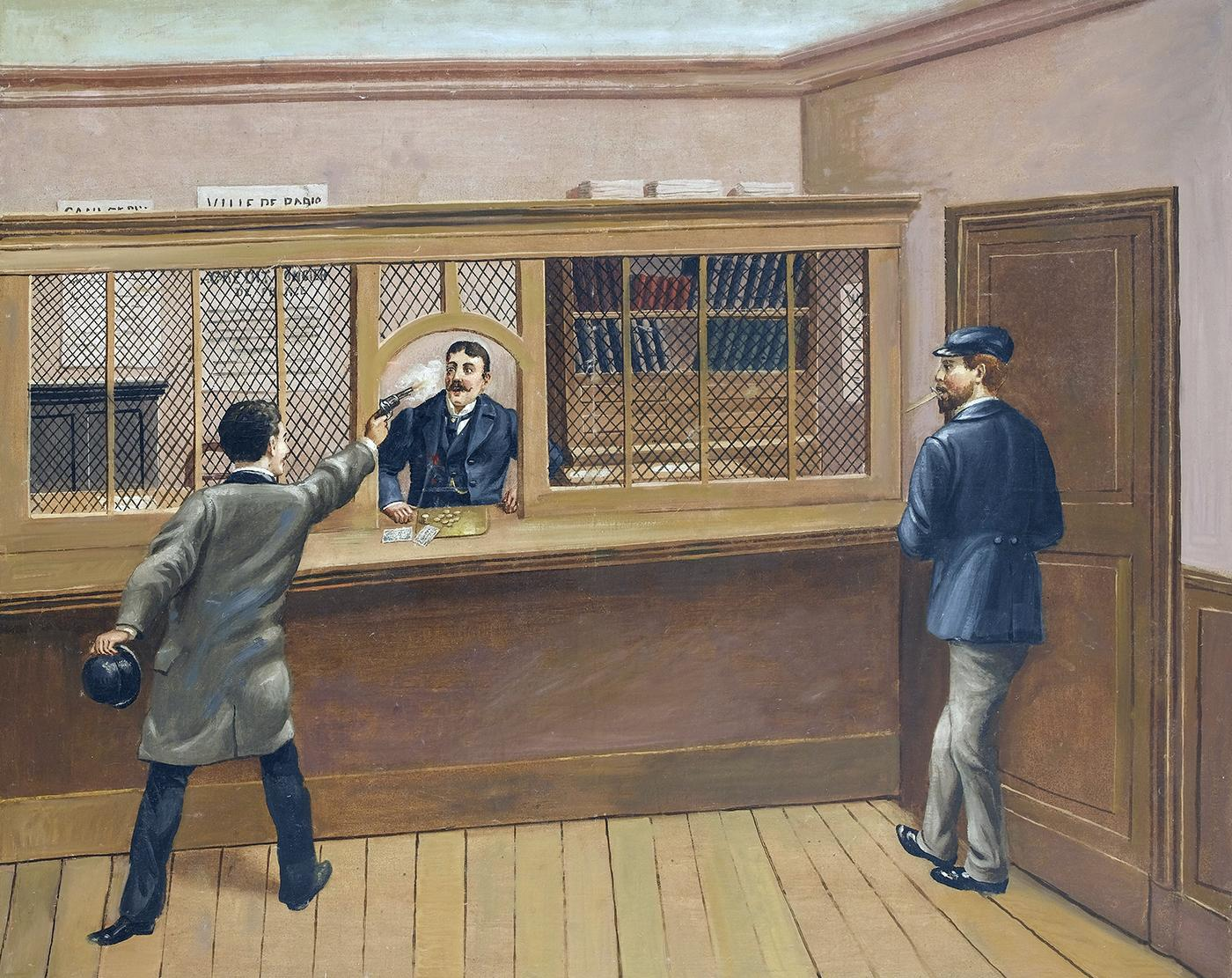

## Les arrestations
Après que la police eut établi les liens qui existaient entre les différents crimes commis tant à Paris qu'en province ou à l'étranger, elle conclut à une vaste association de malfaiteurs. Les inculpés se virent aussitôt devenir des prévenus :
1. D'être auteurs ou complices de crimes et attentats commis sur le territoire français ;
2. De s'être affiliés à une bande organisée en vue de commettre ces crimes et attentats ;
3. D'avoir fourni des moyens pour les accomplir ou d'avoir organisé des réunions en vue de leur exécution.

Les inculpés étaient les suivants : Rirette Maitrejean, Victor Serge (Viktor Kibaltchitch), Jules Bonnot, Octave Garnier, Édouard Carouy, René Valet, Eugène Dieudonné, Jean De Boë, Jean Dettweiller, Léon Rodriguez, David Bélonie et Marius Metge.
La thèse adoptée par l'accusation consistait en ceci : le journal L'Anarchie, soit dans ses bureaux de la rue Fessart, à Paris, soit dans le pavillon et les jardins qu'il occupait rue de Bagnolet, à Romainville, avait servi véritablement de siège à une association de malfaiteurs. C'était là qu'on se réunissait pour préparer les coups à faire, qu'on rapportait le butin conquis, qu'on le distribuait entre les affiliés.
Malgré cette affirmation qui était quelque peu saugrenue, l'accusation fut maintenue car il fallait laisser croire au public qu'on était sur le chemin de la vérité, alors que l'opinion commençait à taxer de faiblesse et d'incapacité, la police.

### Arrestation d'André Soudy
Le 30 mars 1912 le chef de la Sûreté, Louis François Jouin,, et Escandre, débarquèrent à Berck-sur-Mer et allèrent se poster autour de la maison ou avait été signalé la présence d'André Soudy, « L'homme à la carabine » qui était également signalé comme ayant participé aux attentats de la rue Ordener. On le soupçonnait, de plus, d'être l'auteur du cambriolage exécuté à l'Égalitaire, société coopérative, rue de Sambre-et-Meuse. À midi et demie, Soudy apparut, les policiers se précipitèrent sur lui et il fut ligoté et fouillé. On découvrit dans ses poches, un browning chargé de huit balles et une somme de neuf cent quatre-vingts francs, en or et en billets.
Le lendemain, André Soudy arrivait à Paris.

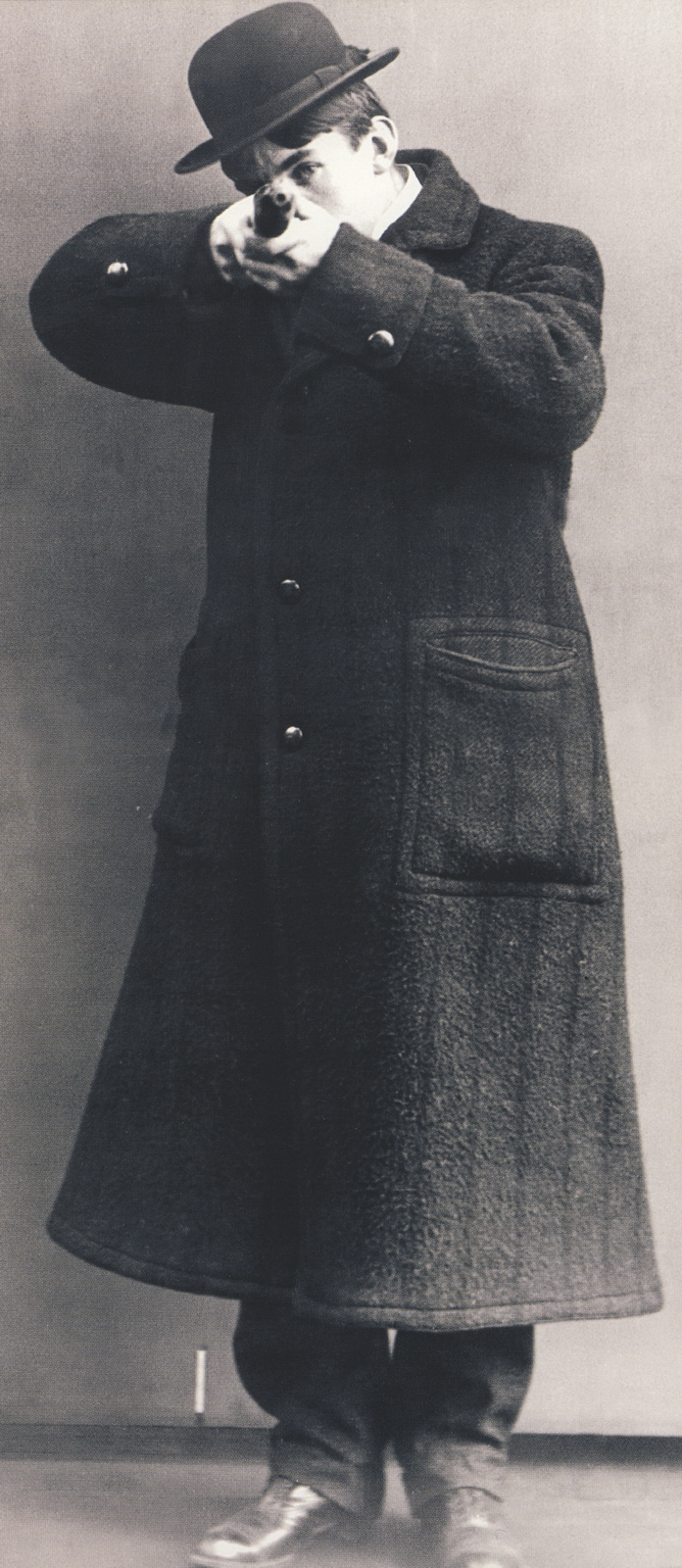
André Soudy en 1911.
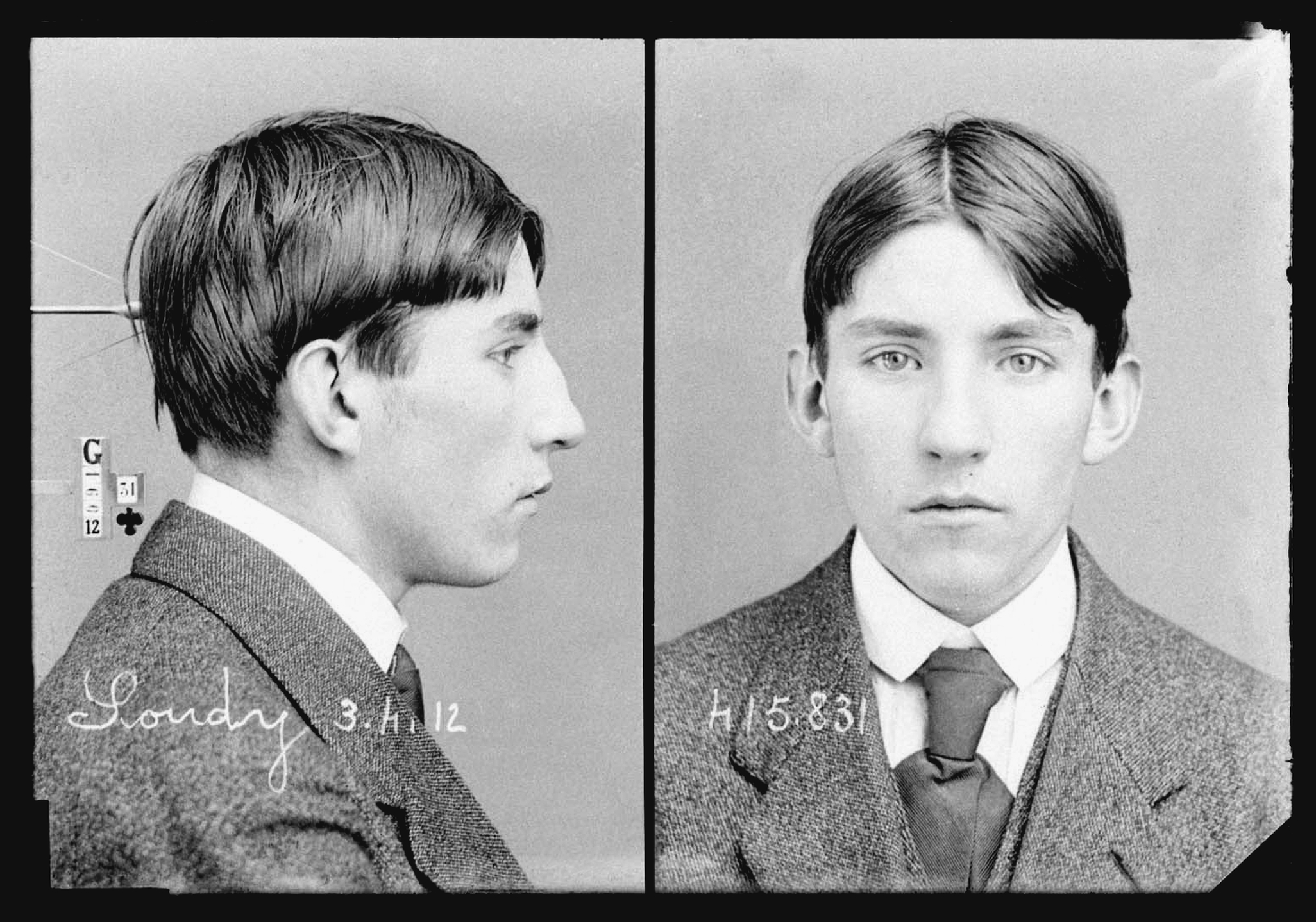
Photographie anthropométrique d'André Soudy.

### Arrestation d'Édouard Carouy
La deuxième arrestation fut celle d'Édouard Carouy, qui vendait de faux bijoux sur les marchés et qui habitait chez Dettwiller. On le suivit, vers les quatre heures de l'après-midi, à la gare de Lozère, au moment où il prenait un billet. Ce fut encore Louis François Jouin, qui l'arrêta. Il le pistait, depuis le matin, dans la banlieue, du côté de Choisy-le-Roi. Mais cette opération fut plus difficile car on savait Carouy doué d'une force peu ordinaire et capable de résistance. Le sous-brigadier Rohr s'approcha de lui et, d'un violent coup de poing sur la nuque le jeta à terre. Les autres lui saisirent les bras. En un clin d'œil, Carouy, ahuri, ne sachant ce qui lui arrivait, fut ligoté.
Fouillé, on lui enleva une somme de cent cinquante francs et deux revolvers.
Interrogé, Carouy nia toute participation aux attentats de la rue Ordener, de la rue du Havre, de Montgeron, de Chantilly. Mais on l'accusait d'autres crimes dont des cambriolages à Maisons-Alfort et au bureau de poste de Romainville. Alphonse Bertillon signala la similitude de ses empreintes digitales avec celles relevées à Thiais, dans la maison de M. Moreau et Mme Arfeux, tous deux assassinés.
On conduisit Édouard Carouy à la prison de la Santé. On s'aperçut alors qu'il avait tenté de se couper l'artère temporale avec une paire de petits ciseaux.

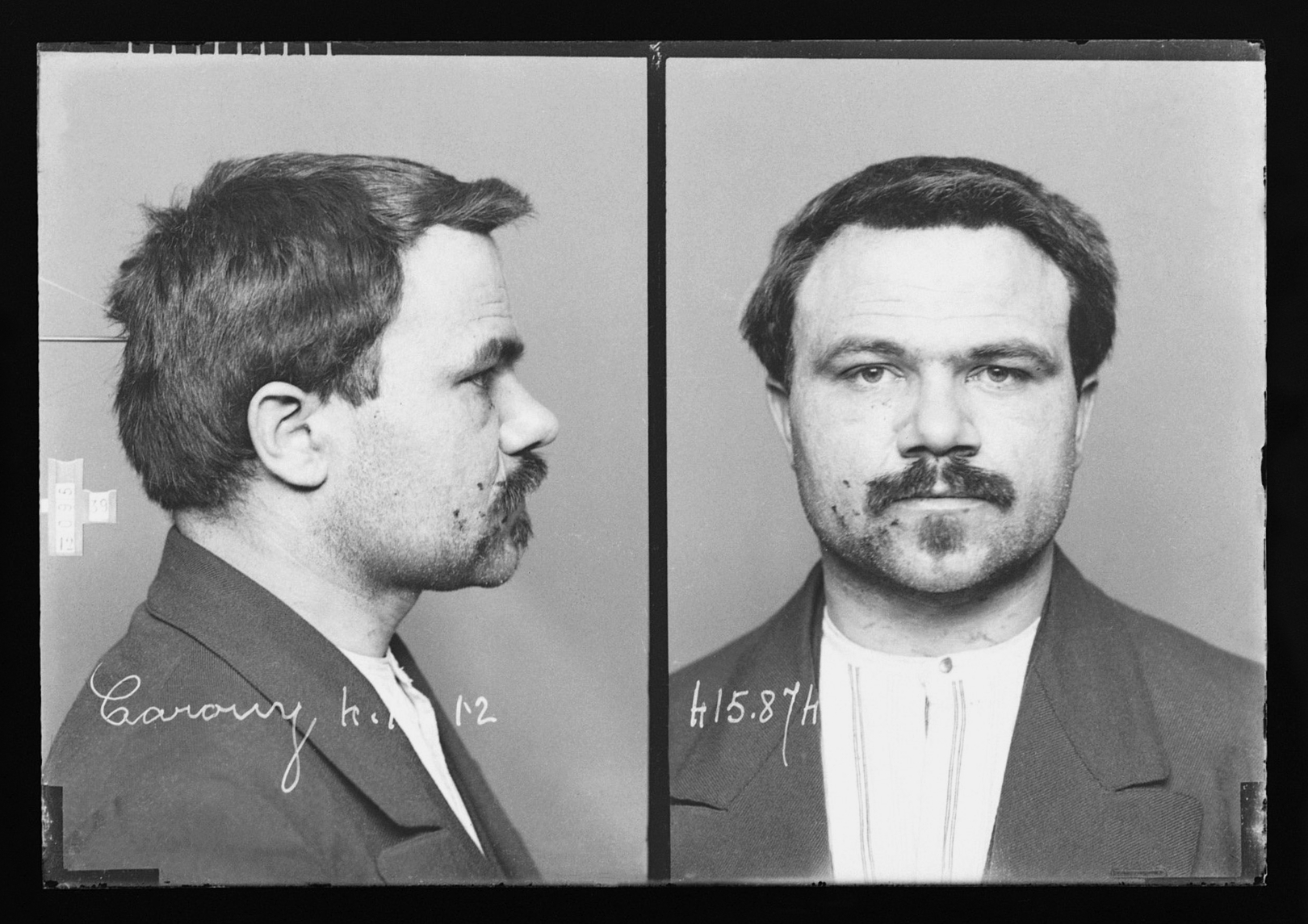
Photographie anthropométrique d'Édouard Carouy.
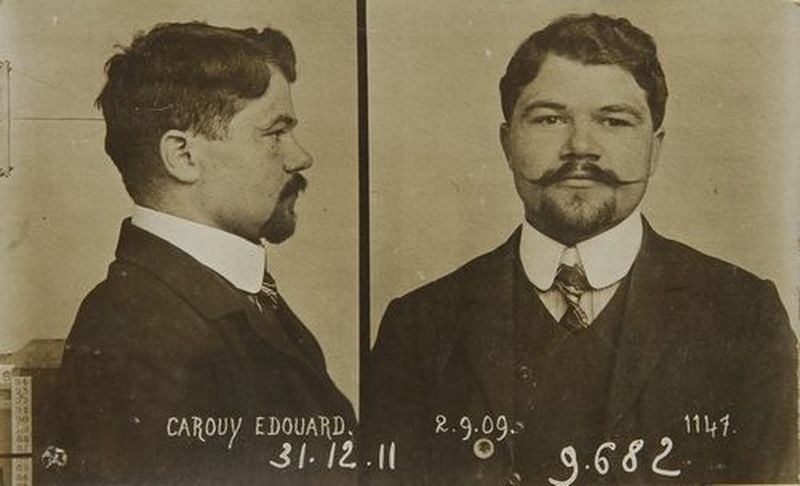
Édouard Carouy.

### Arrestation de Raymond Callemin
C'est le dimanche 7 avril 1912 qu'eut lieu la capture de Raymond Callemin, dit Raymond-la-Science.
Callemin se cachait dans un petit logement sordide situé 8, rue de la Tour-d'Auvergne, habité par un anarchiste du nom de Pierre Jourdan, et sa maîtresse, Louise Hutteaux. II couchait au pied du lit, sur un matelas. Comme il descendait vers sept heures du matin, M. Guichard, posté dans le couloir avec des agents, se jeta sur lui. Callemin essaya de prendre son revolver dans sa poche, mais il n'en eut pas le temps. En quelques secondes il était ficelé.
On trouva sur lui trois brownings avec huit cartouches pour chaque. Puis, plus tard, à la Sûreté, en achevant de le fouiller, on découvrit une somme de 5 000 francs dont quatre billets de mille.
Callemin refusa net de répondre aux questions qu'on lui posa.

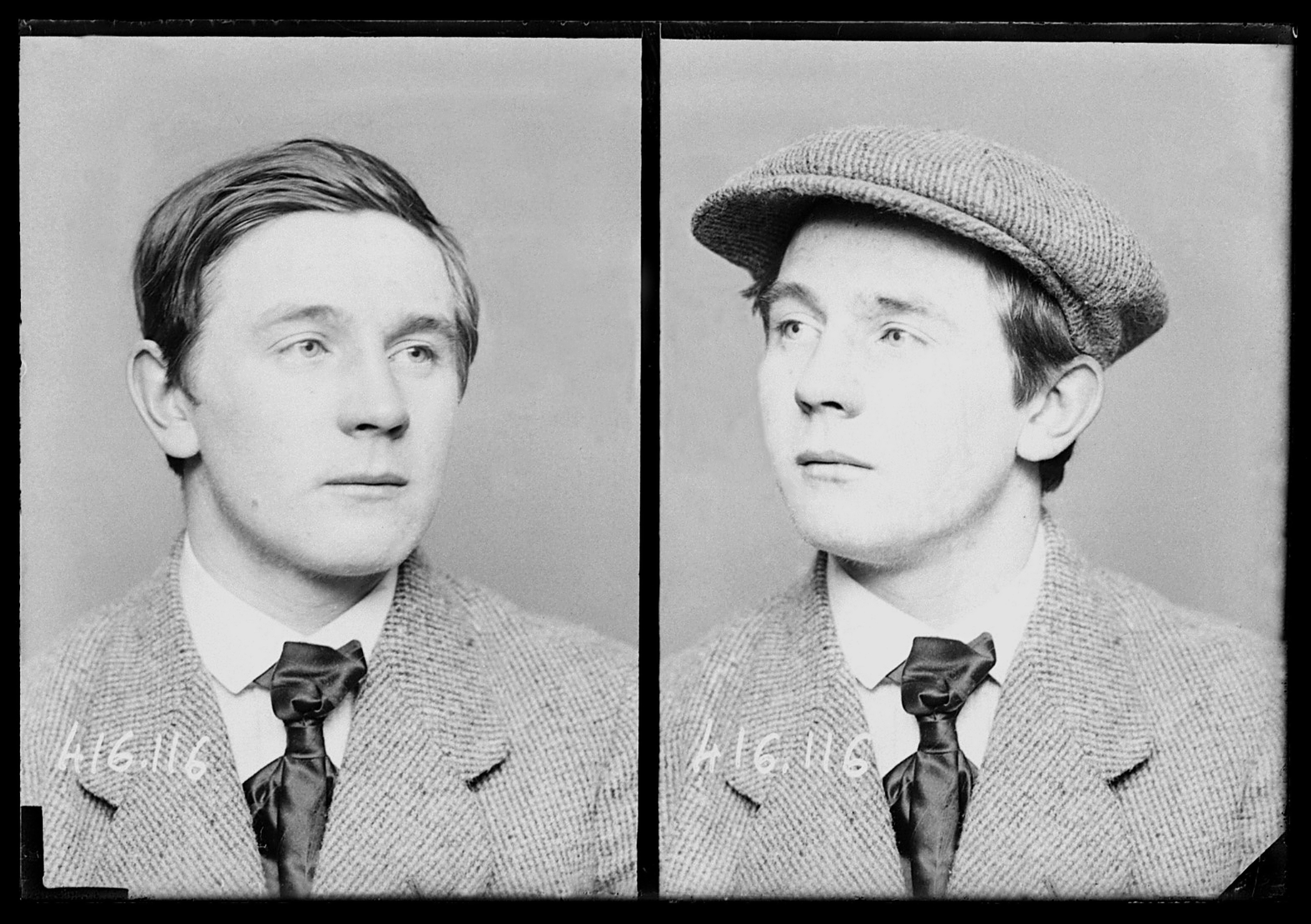
Raymond Callemin en 1912.
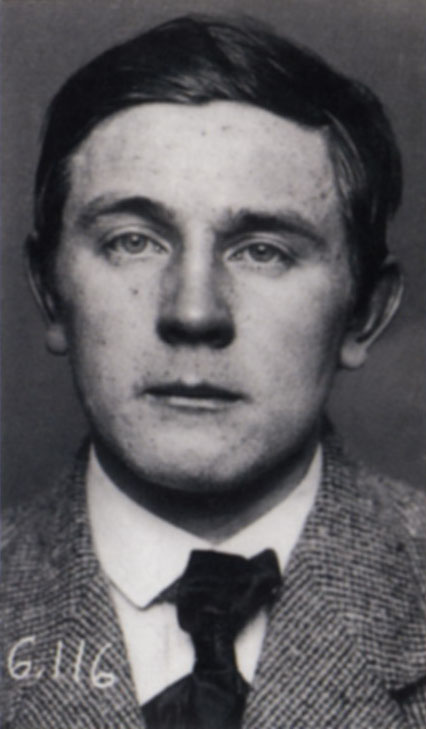
Raymond Callemin.

### Traque de Jules Bonnot
Si ces trois là n'étaient pas du menu fretin, les véritables chefs, les bandits qu'on redoutait le plus, Jules Bonnot, Octave Garnier et René Valet demeuraient libres. On ne savait rien d'eux, ni où les prendre. On soupçonnait également un troisième anarchiste, René Valet, dont le nom était prononcé depuis peu.
Rien de particulier ne venait rompre la monotonie de cette attente où planait beaucoup d'anxiété, rien, sinon la course folle d'une auto mystérieuse pendant la nuit du 13 au 14 avril 1912, à travers les grands boulevards, la rue Royale, la place de la Concorde. On signala un incident assez pittoresque. Rue Cavé, des grévistes qui sortaient d'une réunion de la Maison Commune furent chargés par la voiture qui passait à toute allure. On entendit des détonations, mais rien ne prouvait que cette affaire eût quelque rapport avec les bandits et la Sûreté générale, n'y attacha aucune importance.
Mais la Sûreté venait d'être avisée qu'à Ivry, un individu nommé Antoine Gauzy, exerçant la profession de soldeur, était suspecté de rapports avec les bandits. En même temps, on déclarait avoir retrouvé les traces d'un certain Simentoff et de Jules Bonnot. Le sous-chef de la Sûreté, Louis François Jouin,, se rendit à Belleville et après une vive résistance, il put s'emparer de Simentoff.
Restait Bonnot.
En compagnie de ses agents, Colmar, Robert, Hougaud et Sevestre, Louis François Jouin alla perquisitionner à Alfortville chez un nommé Cardy, soupçonné de détenir les titres volés à Thiais. Il apprit que Cardy se trouvait chez un de ses amis d'Ivry, le soldeur Antoine Gauzy déjà suspecté, qui logeait dans une maison de deux étages portant une enseigne en lettres blanches « Hall populaire d'Ivry », qui était un magasin de confections. Les agents découvrirent le soldeur en compagnie de son ami Cardy dans l'arrière-boutique. Les inspecteurs Sevestre et Hougaud s'emparèrent de Cardy, les autres demandèrent à Gauzy de les conduire au premier étage, qui expliqua qu'il y avait plusieurs chambres à cet étage, et, que personne n'y habitait. Louis François Jouin l'engagea, brutalement, à passer devant. Tous montèrent par un petit escalier étroit. En haut, Gauzy ouvrit une porte de l'appartement fermé à double tour et s'effaça pour laisser pénétrer le sous-chef et ses inspecteurs. Jouin traversa l'antichambre, puis une chambre à deux lits et, enfin, aboutit à une petite chambre plongée dans l'obscurité. C'est alors qu'ils distinguèrent un individu ramassé sur lui-même comme pour bondir et qui portait la main à la poche droite de son veston. Ils se jetèrent sur lui, Jouin en tète et Colmar le suivant. Les trois hommes roulèrent sur le parquet. Il y eut une lutte sourde et rapide. L'homme réussit à dégager son bras armé d'un revolver. À ce moment Jouin cria « Attention… prends-lui les bras… il a un revolver. » Mais l'homme venait de tirer sur le sous-chef de la Sûreté générale qui s'affala tué raide. Puis il déchargea son arme sur Colmar qui, blessé grièvement, s'affaissa avec un gémissement.
Après quoi, l'homme se tint immobile ne donnant plus signe de vie.
Sans doute, le troisième inspecteur, Robert, le crut-il mort, car il courut crier au secours. Il prit Colmar par le bras, l'aida à descendre l'escalier.
Alors l'homme se voyant seul, se redressa, donna un coup d'œil autour de lui, puis par le logement d'une dame Weynem femme d'un ouvrier maçon, il tenta de s'enfuir. Cette femme se trouva brusquement en présence de l'assassin qui était un homme, plutôt petit, qui paraissait nerveux et qui avait du sang sur le bras droit. Il s'approcha de la femme et lui cria « Laisse-moi passer ou je te brûle ».
Terrorisée, la femme Weynem se jeta de côté et le bandit enjamba la barre de la fenêtre et se laissa glisser et disparut.
Cet homme à l'audace déconcertante, qui venait ainsi d'échapper, revolver au poing, aux trois policiers était le légendaire Bonnot, dont on n'avait point signalé, à Jouin, la présence chez le soldeur Antoine Gauzy qui déclara avec véhémence qu'il ne connaissait pas du tout l'homme qu'il hospitalisait. Un ami le lui avait recommandé, sans
donner son nom. C'était tout. Mais il eut beau protester de son innocence, il fut arrêté.
Le sous-chef de la Sûreté générale, Louis François Jouin, avait reçu deux balles, l'une dans la tête, l'autre dans la colonne vertébrale.
Pendant ce temps, Jules Bonnot courait toujours.

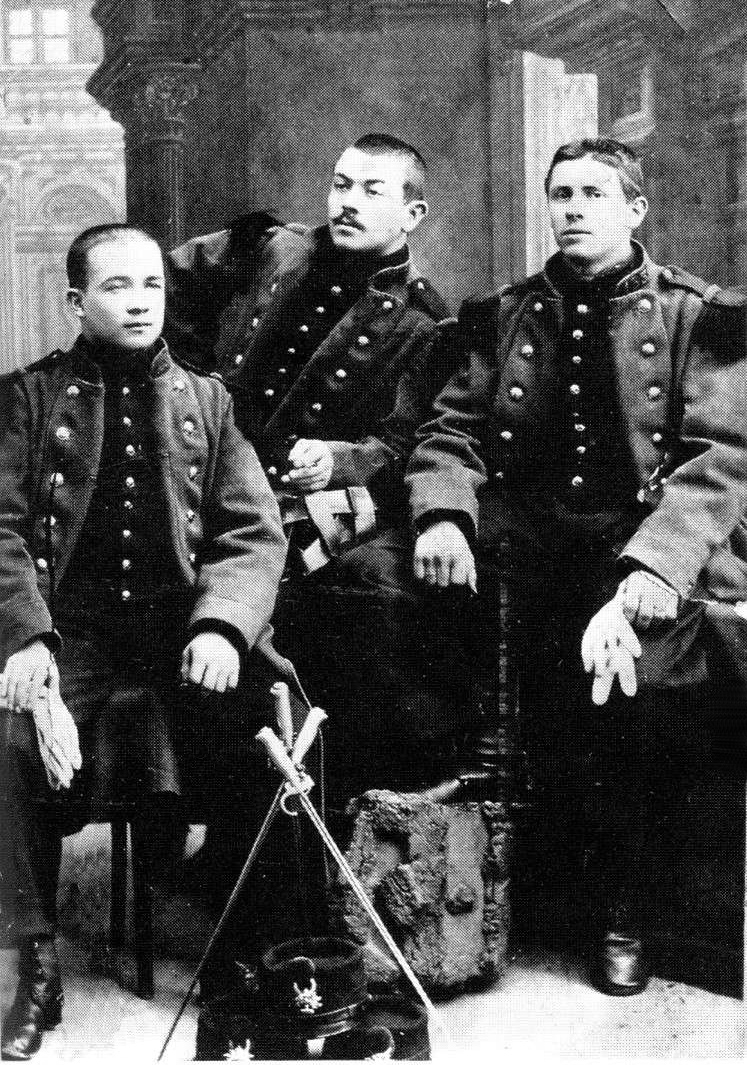
Jules Bonnot (au milieu) posant en uniforme.
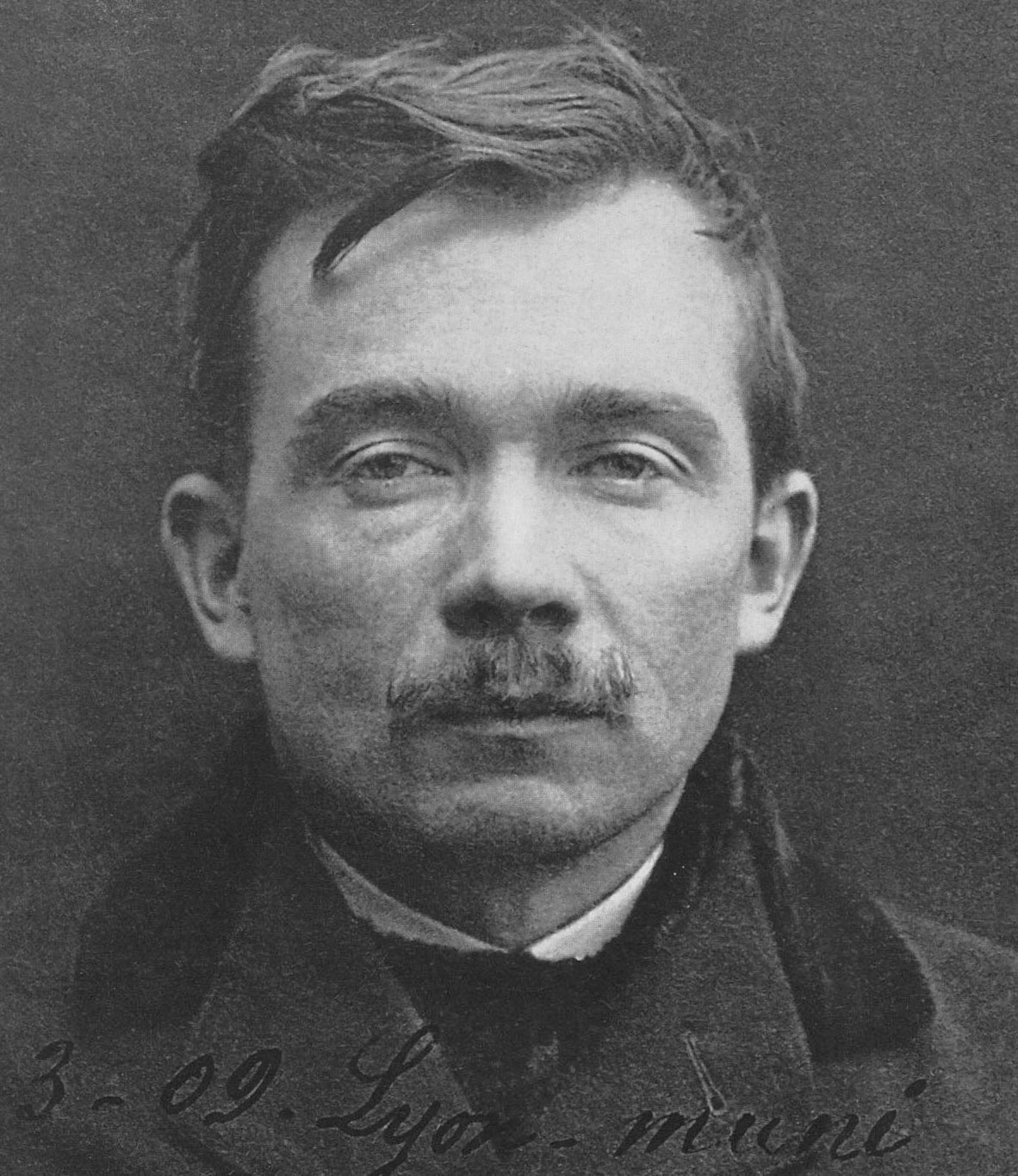
Jules Bonnot.
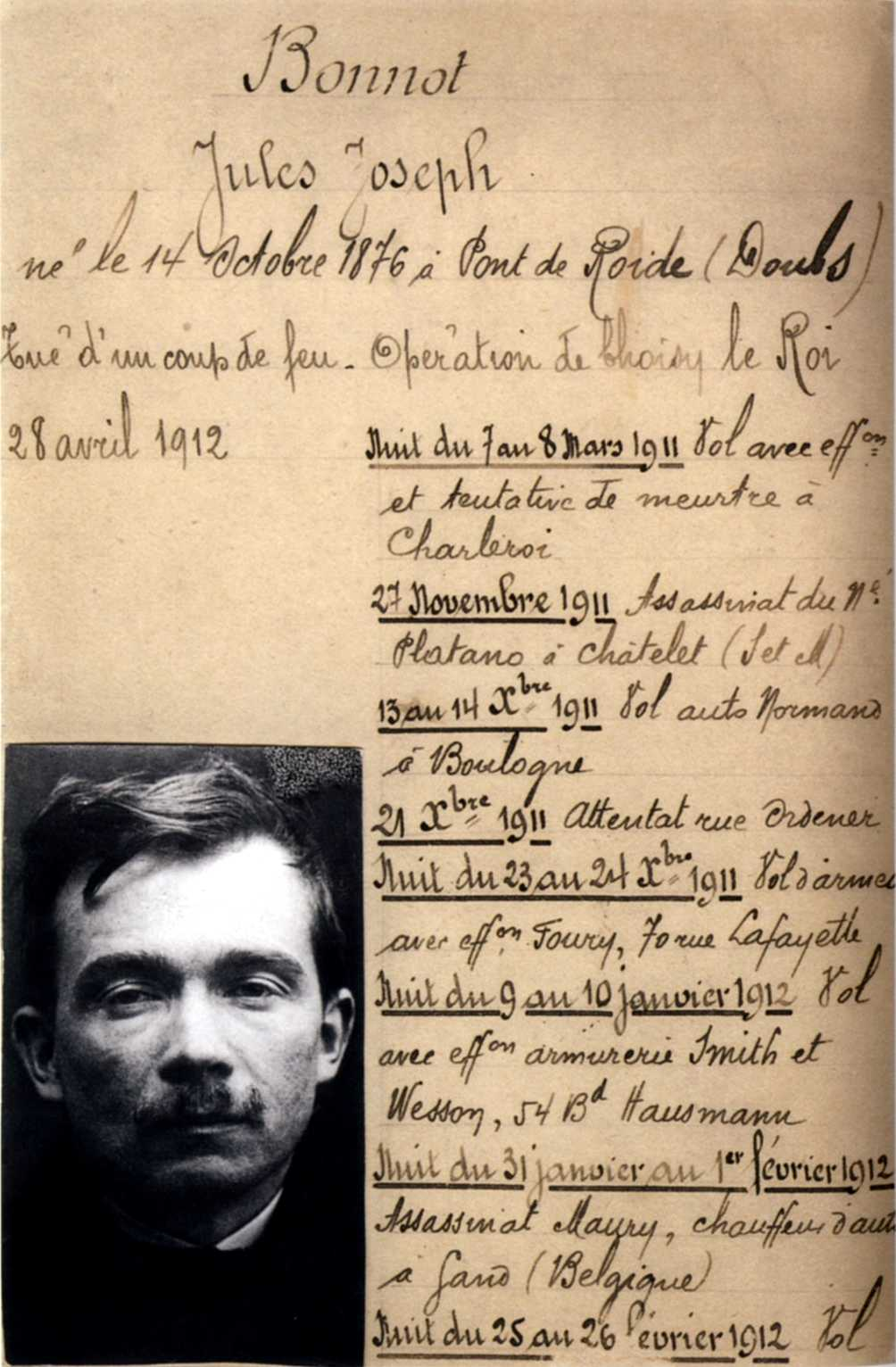
Fiche de Police de Jules Bonnot.

### Mort de Jules Bonnot
Bonnot avait trouvé asile dans le hangar d'un mécanicien nommé Jean Dubois à Choisy-le-Roi, qui était, disait-on, en relation avec toute la bande, et qui avait gardé chez lui l'auto dérobée à M. Buisson avant qu'elle fût placée chez Detwiller (Le drame de la rue du Havre).

Malgré tout, M. Guichard n'était pas absolument sûr de trouver Bonnot chez ce comparse. Dans sa pensée, il s'agissait seulement d'organiser une souricière, de guetter les allées et venues des gens de la maison.
Une nuit entière, les inspecteurs de police rôdèrent autour du hangar. Ils attendaient le petit jour pour procéder à la perquisition.
À l'aube, le chef de la Sûreté, suivi par trois inspecteurs, se dirigea vers la maison suspecte, en contournant les caisses et bidons d'essence entassés. Le hangar assez vaste était surmonté d'un petit étage en briques. La maison se trouvait isolée dans une sorte de carrefour. Elle avait devant elle un large terrain habillé d'herbe. Les policiers s'engagèrent sur le terrain. De l'intérieur du hangar, il était assez difficile de les apercevoir. Quand le chef de la Sûreté, Guichard, se trouva devant le garage, il aperçut le mécanicien Jean Dubois qui travaillait une réparation. Un enfant se trouvait debout, près de lui. Au bruit que firent les policiers, l'ouvrier releva la tête et il eut un geste de surprise. Puis, brusquement, se tournant vers l'enfant, il se mit à crier de toutes ses forces « Sauve-toi, Sauve-toi ». Alors les policiers crurent comprendre que ce n'était pas, évidemment, pour l'enfant que l'homme criait ainsi. Il tentait de prévenir quelqu'un. Mais qui ? Garnier ? Bonnot ?
Le chef de la Sûreté n'eut plus d'hésitation, il s'avança vers Dubois, commandant « Haut les mains ». À ces mots, Dubois bondit en arrière et, tirant un revolver de sa poche, il fit feu sur les agents qui reculèrent. D'un second bond, Dubois se jeta à l'abri derrière une voiture pour éviter les ripostes.
Puis tout à coup, une nouvelle détonation, qui venait d'en haut, d'une fenêtre. Tous les hommes qui se tenaient là levèrent la tête. Et le même cri, fait de surprise, de fureur, de crainte aussi, s'échappa de toutes les bouches : « Bonnot ! »
C'était lui, en effet, en bras de chemise, revolver au poing, tirant dans le tas.
Un inspecteur tomba frappé d'une balle au ventre et un autre, eut le bras troué, tandis que le troisième inspecteur courut au téléphone pour réclamer du renfort.
La maison est cernée à distance avec ordre de tirer sur quiconque tenterait de sortir.
Une douzaine de gendarmes font leur apparition, suivis de quelques douzaines de combattants amateurs, armés de fusils, de carabines, de revolvers.
Soudain Bonnot parut, toujours en manches de chemise, la chevelure en désordre, le regard dur. Il leva le bras et fit feu. Immédiatement, une fusillade nourrie répliqua.
Bonnot reparut à une fenêtre, et une nouvelle fois il se mit à faire feu. Comme la première fois, une vigoureuse fusillade riposta.
La bataille se déroula. Bonnot ne cessait de tirer tantôt par la fenêtre, tantôt par la porte, tantôt par les brèches que la fusillade creusait dans le mur très mince et peu consistant.
Vers les neuf heures et demie, de nouveaux renforts survinrent. Les forces policières se trouvent triplées, il y avait des pompiers, deux compagnies de la Garde républicaine sous les ordres du capitaine Pierre Riondet et du lieutenant Félix Fontan et un cordon de tirailleurs est disposé tout autour de la maison assiégée.
La fusillade avait repris.
Le lieutenant Félix Fontan fait chercher une charrette garnie de paille et de foin qui, chargée de dynamite, est placée à côté de la maison. Au bout de trois tentatives la charrette explosa dans le hangar attenant à la maison. Aussitôt le lieutenant, revolver au poing et les policiers s'élancèrent et trouvèrent dans le hangar, Jean Dubois avec un trou dans le crâne. La police se précipite ensuite dans l'escalier et lorsqu'ils arrivèrent dans la chambre de Bonnot, il le trouvèrent blessé à mort, entre deux matelas. On emporta le bandit dans un taxi, jusqu'à l'Hôtel-Dieu, mais il décéda avant.
.

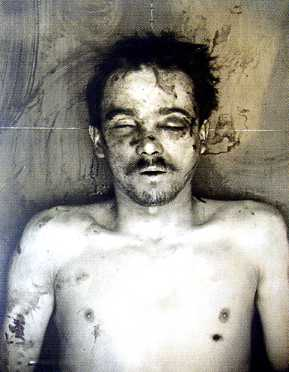
Cadavre de Jules Bonnot.
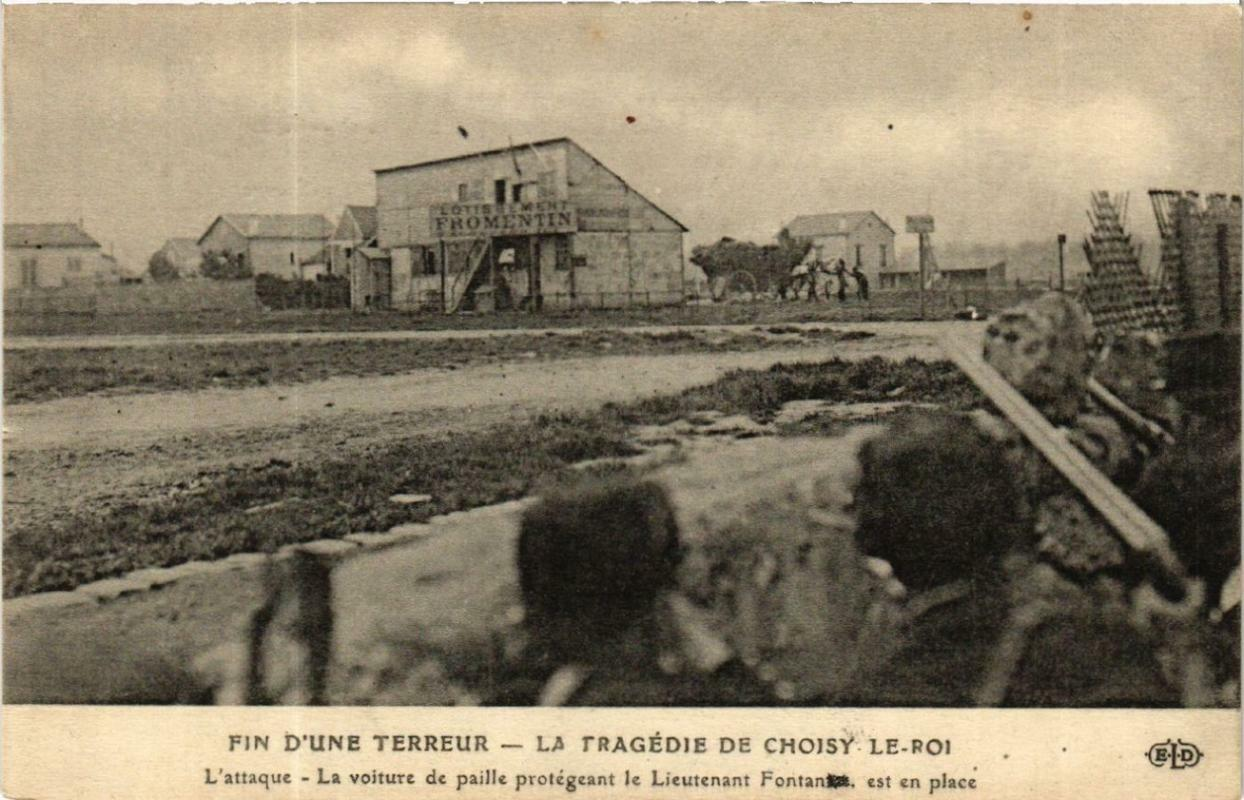
Le garage de Choisy-le-Roi où fut assiégé Jules Bonnot.

### La fin de la bande
Le chef de la bande était hors d'état de nuire, mais il restait Octave Garnier, l'homme de la rue Ordener et de la rue du Havre et son complice René Valet, qui furent découverts à Nogent-sur-Marne en compagnie des maitresses des deux bandits, Marie Vuillemin et d'Anna Dondon.
Le 14 mai 1912 les policiers pénétrèrent dans le jardin de l'habitation et cueillirent sans résistance les deux maîtresses. Mais aussitôt ils reçurent des coups de feu. Comme à Choisy-le-Roi, arrivèrent des gendarmes, des pompiers, des gardes républicains, le préfet de police de la Seine Lépine, plus un bataillon de zouaves.
La fusillade commença, de tous les toits environnants, tandis que Garnier et Valet ripostaient de leurs fenêtres. Tout cela sans grand résultat.
Trois bombes ayant été lancées, sans réactions des assiégés, les inspecteurs de la Sureté qui s'approchèrent de la maison furent accueillis par des tirs.
On amène alors des mitrailleuses qui crachent leurs balles, créant une brèche dans le mur de la maison dans laquelle s'engouffrent le 15 mai 1912 les forces de police qui découvrent dans la maison des tâches de sang sur les murs et le plancher, et deux cadavres. Les deux forcenés avaient résisté toute une nuit à des bataillons de soldats, de gendarmes, de policiers armés de mitrailleuses et de dynamite,, dans le pavillon où ils s'étaient mis au vert puis retranchés, le 12 mai 1912.
Sur l'ensemble de la bande, vingt-et-un membres survivants sont jugés du 3 au 27 février 1913,,.
Même si Bonnot et ses « bandits tragiques », Callemin, dit Raymond la Science, Garnier le végétarien, Soudy et les autres sont présentés par la grande presse de la Belle Époque comme des bandits de grand chemin accumulant les actes de brigandage, il y a dans leur révolte l'expression d'un désespoir absolu qui les apparente aux terroristes des années 1890. Mais à la veille de la Première guerre mondiale, le romantisme anarchiste est passé de mode.

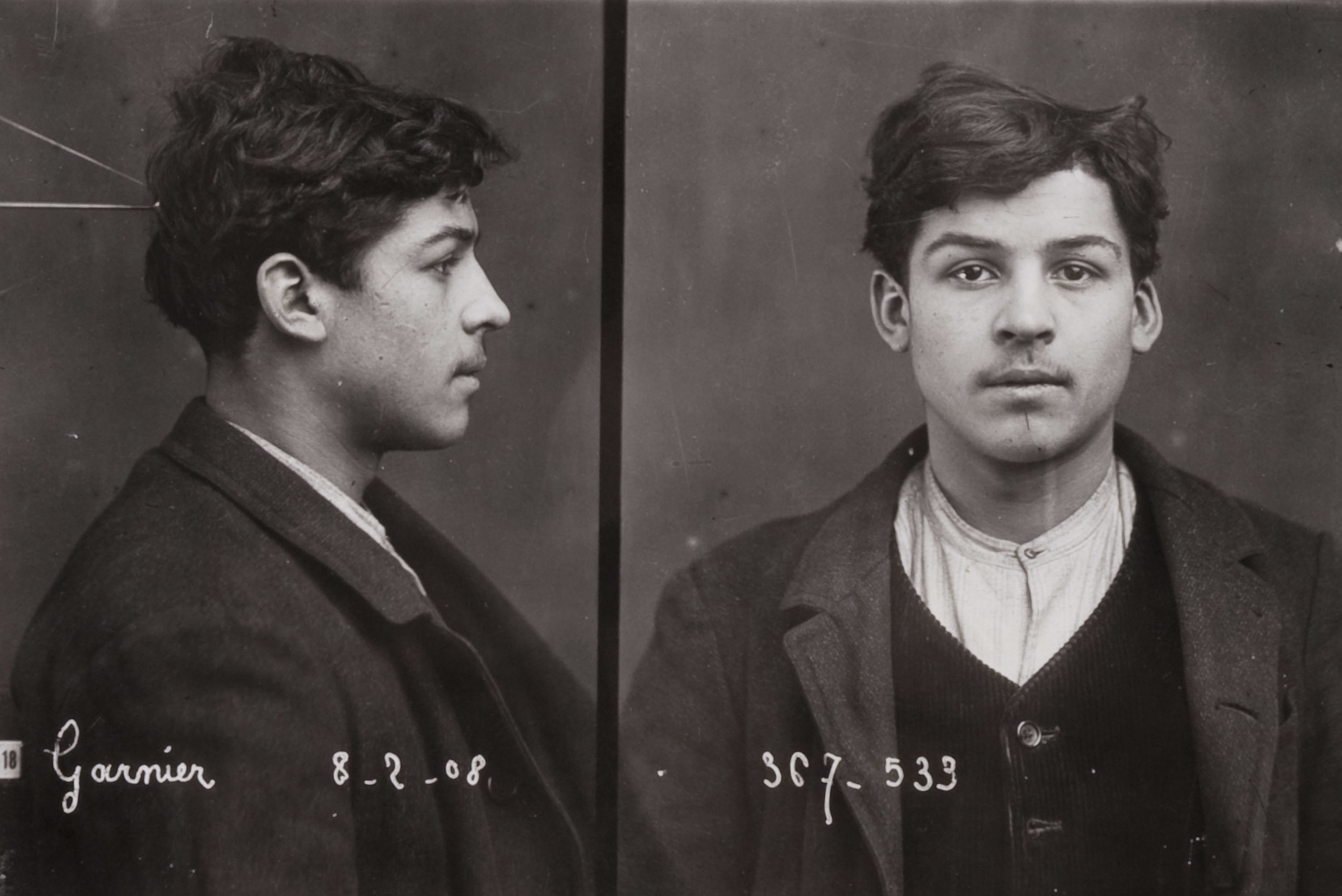
Photographie d'identité judiciaire d'Octave Garnier en 1908.
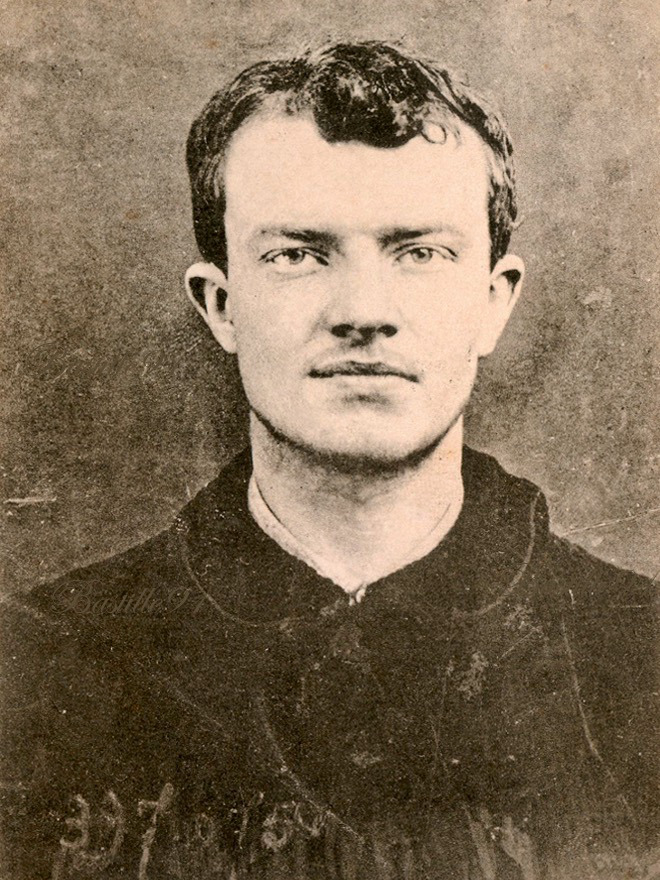
René Valet en 1912.
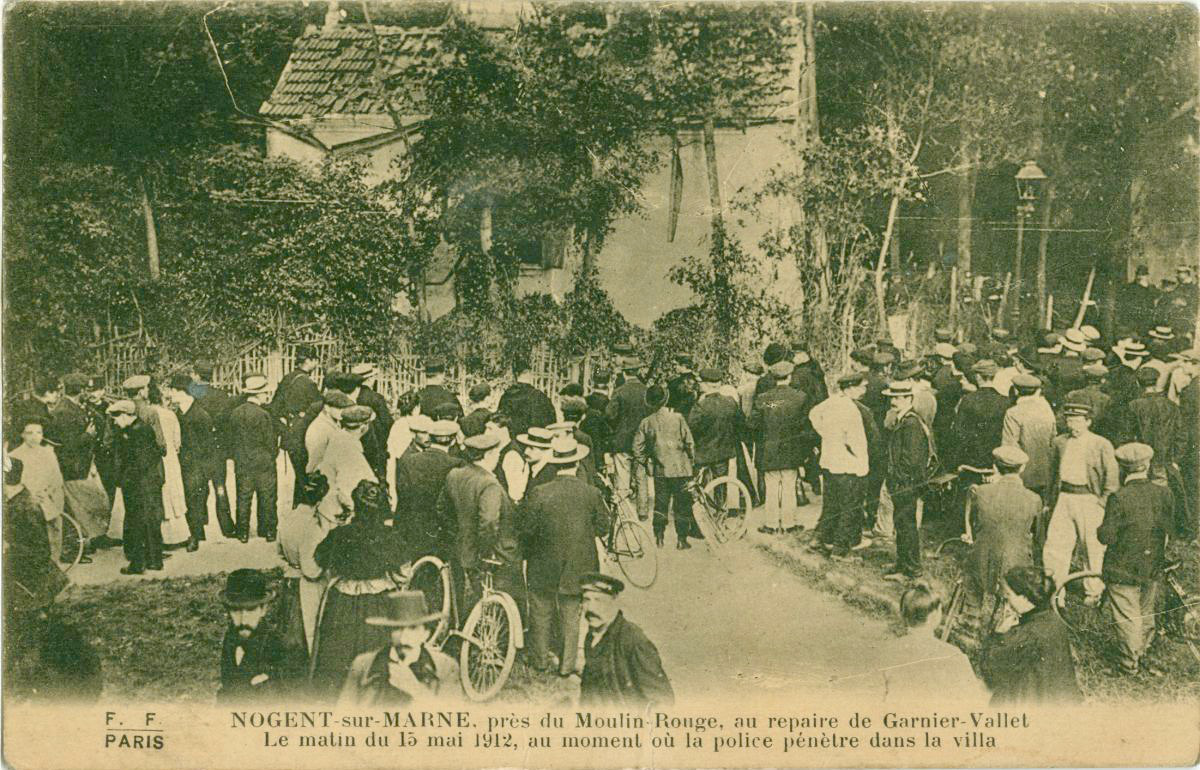
Le pavillon de Nogent-sur-Marne, au no 9 rue du Viaduc, où Valet et Garnier sont retranchés.
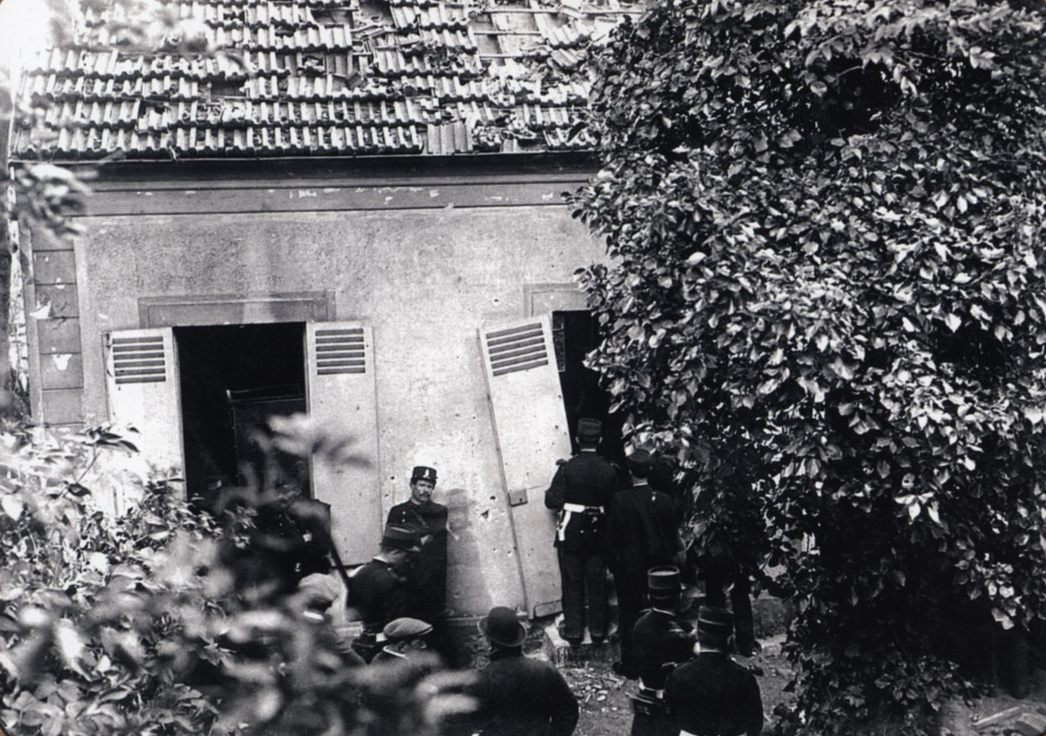
La police entre dans le pavillon de Nogent-sur-Marne ou Valet et Garnier étaient retranchés.
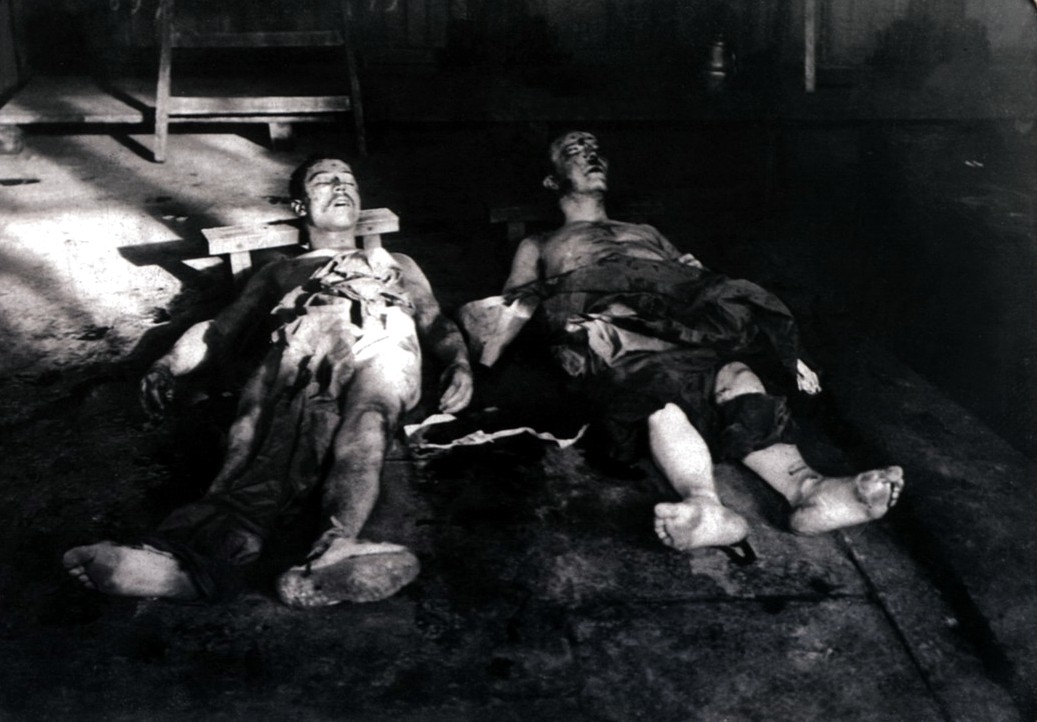
Cadavres de René Valet et Octave Garnier.

## Cinéma
- Bandits en automobile est un film français réalisé par Victorin Jasset, sorti dès 1912. Le film se compose de deux épisodes : La Bande de l'auto grise et Hors-la-loi. La Cinémathèque royale de Belgique a restauré le film en 2007. (Vidéo[23]).
- La Bande à Bonnot (1968), film de Philippe Fourastié, avec Bruno Cremer, Jacques Brel, Annie Girardot[24].
- Les Brigades du Tigre (série télévisée) (1974-1983)[25], série télévisée française créée par Claude Desailly et réalisée par Victor Vicas, avec Jean-Claude Bouillon[26] dans le rôle du commissaire Valentin. Les Brigades sont créées par Georges Clemenceau, ministre de l'Intérieur, dit "Le Tigre", face à la nouvelle criminalité.
- Les Brigades du Tigre est un film français de Jérôme Cornuau sorti en avril 2006.